# Ménétréol-sur-Sauldre
Ménétréol-sur-Sauldre is een gemeente in het Franse departement Cher (regio Centre-Val de Loire) en telt 253 inwoners (2004). De plaats maakt deel uit van het arrondissement Vierzon.

## Geografie
De oppervlakte van Ménétréol-sur-Sauldre bedraagt 45,8 km², de bevolkingsdichtheid is 5,5 inwoners per km².
De onderstaande kaart toont de ligging van Ménétréol-sur-Sauldre met de belangrijkste infrastructuur en aangrenzende gemeenten.

## Demografie
Onderstaande figuur toont het verloop van het inwonertal (bron: INSEE-tellingen).